# Let It Flow
"Let It Flow" är en låt framförd av den amerikanska sångaren Toni Braxton, inspelad till soundtrackalbumet Waiting to Exhale (1995). Låten skrevs och producerades av Braxtons mentor och frekventa samarbetspartner Kenneth "Babyface" Edmonds. "Let It Flow" är en gitarr- och pianodriven R&B-låt med ett terapeutiskt textinnehåll om att lämna motgångar bakom sig och gå vidare. Trots att låten inte getts ut som singel blev den en radiohit i USA under fjärde kvartalet 1995. Populariteten gjorde att Braxtons skivbolag LaFace Records gav ut den på dubbel A-sida tillsammans med "You're Makin' Me High" som huvudsingeln från studioalbumet Secrets (1996).
"Let It Flow" (tillsammans med "You're Makin' Me High") blev den första utgivningen av Braxton att inta den prestigefyllda förstaplatsen på den amerikanska singellistan Billboard Hot 100. Den var även framgångsrik på listan Hot R&B/Hip-Hop Songs, där den blev hennes första listetta. Den såldes i 1 500 000 exemplar och mottog ett platinacertifikat av Recording Industry Association of America (RIAA) den 17 juli 1996. Singeln rankades som årets mest framgångsrika när Billboard sammanställde sin årslista för R&B-singlar. "Let It Flow" har i efterhand lyfts fram som en höjdpunkt i Braxtons musikkatalog. Musikjournalister hyllade Braxtons framförande och har lyft fram låten som en av de bättre från Waiting to Exhale och Secrets. År 2017 rankade Billboard låten på förstaplatsen på deras lista över Braxtons tjugofem bästa låtar. Musikvideon till "Let It Flow" regisserades av Herb Ritts.

## Bakgrund och inspelning
I december 1995 hade den amerikanska långfilmen Hålla andan biopremiär i USA. Filmen regisserades av Forest Whitaker och byggde på en roman skriven av Terry McMillan. Den handlade om fyra afroamerikanska kvinnor (spelade av Whitney Houston, Lela Rochon, Angela Bassett och Loretta Devine) och deras vänskap genom livet, kärleksaffärer och skilsmässor. Filmen blev en stor framgång som drog in 14 miljoner amerikanska dollar i intäkter under premiärveckan. Den amerikanska musikern Kenneth "Babyface" Edmonds fick uppdraget att komponera soundtrackalbumet till filmen. Till en början var det tänkt att Houston skulle framföra alla låtarna men Edmonds ändrade sig i sista stund och ville att fler sångare skulle medverka på albumet, däribland Toni Braxton, TLC, Brandy, Aretha Franklin, Chaka Khan, Faith Evans, Patti LaBelle, SWV och Mary J. Blige.
Edmonds fick i uppdrag att titta på filmen och skapa låttexter till scenerna. Han såg filmen flera gånger och skrev samtidigt låttexter som skulle passa till filmens handling. I en intervju kommenterade Edmonds: "Jag bara började skriva tills jag hade skrivit allting sen var det dags att börja producera musiken." Edmonds jobbade nära Houston som bidrog med sina åsikter och hade bestämmanderätten över vilka artister som skulle bidra till albumet. Eftersom "Let It Flow" först var påtänkt till Houston fick Edmonds sänka tonarten "rejält" för att passa Braxtons sångröst. Han ville att filmen skulle inledas med låten men bestämde tillsammans med Whitaker att flytta den till en senare del av filmen. Edmonds beskrev samarbetet med Braxton som "lättsamt" och att hon gjorde ett "enastående" jobb med sånginsatsen till låten. "Let It Flow" spelades in av Brad Gilderman som fick assistans av Glen Marchese, Kyle Bess, Larry Schalit, Paul Boutin och Robbes Stieglitz. Den ljudmixades av Jon Gass medan Ivy Scoff var koordinatör för projektet. Utöver keyboard och synt bidrog Babyface även med gitarr tillsammans med Reggie Griffin.

## Komposition

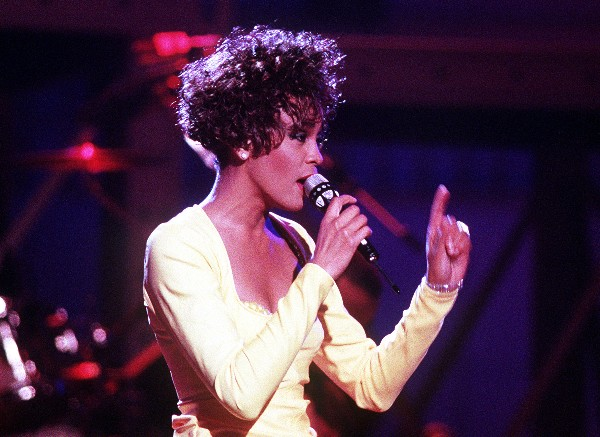
"Let It Flow" var först menad att sjungas av Whitney Houston (på bilden).

"Let It Flow" är en låt i genren R&B och har en speltid på fyra minuter och tjugosju sekunder (4:27). Den har beskrivits som en "chill" låt som drivs av akustisk gitarr och piano. Enligt notblad publicerade på Musicnotes.com av Alfred Publishing har "Let it Flow" ett långsamt tempo och utgår från 88 taktslag per minut. Kompositionen är skriven i tonarten C-dur och Braxtons sång sträcker sig från tonen C3 till C5.
"Let It Flow" har ett terapeutiskt textinnehåll där vokalisten uppmuntrar lyssnaren att "gå vidare" efter motgångar. Texten berör även en misslyckad kärleksaffär. Braxtons altstämma beskrevs som "mer känsloväckande än någonsin", med fylliga toner. Hon tillämpar en sångstil som beskrevs "sjuda av ilska och otyglad sensualitet". Första versen börjar med att Braxton sjunger: "First thing Monday morning/ I'm gonna pack my tears away". Under refrängen sjunger hon: "If it brings you pain in your life, don’t be afraid to let it go/ Everything’s gonna work out right, you know". Det upplyftande textinnehållet blev en ny inriktning för Braxton, jämfört med hennes tidigare sorgsna kärleksballader.

## Utgivning och mottagande
Efter att Waiting to Exhale givits ut blev "Let It Flow" en radiohit i USA trots att låten inte fått en officiell utgivning. Den 2 december 1995 rapporterade Billboard att låten fick en stor mängd radiospelningar och den 12 januari 1996 var låten den mest tillagda till radiostationers spellistor som spelade R&B (”most added”). Låten blev populär i målgruppen "kvinnliga R&B-lyssnare i åldrarna 25-39 år". Låtens popularitet gjorde att Braxtons skivbolag LaFace Records gav ut den på dubbel A-sida tillsammans med "You're Makin' Me High". Den blev huvudsingeln från Braxtons andra studioalbum Secrets (1996) och gavs ut 21 maj 1996 i USA. "Let It Flow" inkluderades på Braxtons samlingsalbum Ultimate Toni Braxton (2003) och The Essential Toni Braxton (2007).
Efter utgivningen har "Let It Flow" frekvent lyfts fram som en höjdpunkt i Braxtons musikkatalog och har blivit en av hennes signaturmelodier. Justin Chadwick från webbplatsen Albumism.com ansåg att "Let It Flow" var en av de bättre spåren på Waiting to Exhale. Paul Verna från Billboard beskrev låten som "passionerad" medan Carol Archer från den amerikanska tidskriften R&R Magazine ansåg att den var "berörande". Entertainment Weekly beskrev låten som Braxtons "äventyrligaste ögonblick". Stephen Holden från The New York Times beskrev låten som en "pop-kupp" och fortsatte: "Braxton snäser ut orden med intensitet, hennes mörka altstämma förmedlar en potent mix av vrede och sensualitet." Webbplatsen Jezebel beskrev Braxtons låga toner som "häpnadsväckande" och att låten "helt klart" var skapad för att ge ett prov på hennes röstomfång. Cleveland.com rankade singeln på plats 65 över 1990-talets bästa singelutgivningar. År 2016 rankade webbplatsen Soul In Stereo låten bland höjdpunkterna på Secrets. År 2017 rankade Billboard låten som etta på deras lista över Braxtons tjugofem bästa låtar i karriären. Da'Shan Smith från tidskriften skrev: "Till skillnad från A-sidan som var i snabbare tempo flyter 'Let It Flow' som en långsam bäck guidad av en hypnotiserande gitarrslinga." Smith fortsatte: "Helt enkelt hade 'Let It Flow' inte kunnat göras av någon annan än superstjärnan själv." År 2022 inkluderade den brittiska webbplatsen Chaospin "Let It Flow" på andraplatsen på deras lista The 10 Best Toni Braxton Songs of All-Time. Linda Giantino ansåg att kompositionen var "felfri" men att intensiteten på Braxtons sång och hennes förmåga att blanda sitt röstomfång med sensualitet "stal showen". Giantino sammanfattade: "Det är ett hänförande stycke R&B som sätter sig på hjärnan och stannar där".

## Försäljning
"You're Makin' Me High / Let It Flow" noterades första gången på Billboards topplistor den 6 juni 1996. På mainstream-listan Hot 100 gick singeln in på sjundeplatsen och fick titeln "Hot Shot Debut", veckans högsta debut. Under nästkommande veckor blockerades den från förstaplatsen av "Tha Crossroads" (1996) med den amerikanska gruppen Bone Thugs-n-Harmony. Den 27 juli 1996 intog singeln förstaplatsen och blev därmed Braxtons första listetta på popmarknaden i USA. Låten stannade i totalt 41 veckor på listan. På förgreningslistan Hot R&B/Hip-Hop Songs gick "You're Makin' Me High / Let It Flow" in på andraplatsen. Braxtons singel hade högre antal radiospelningar i Dallas, Texas och hade därför en placering högre än veckans andra debutant; "Why I Love You So Much" (1996) av Monica Arnold. Singeln intog förstaplatsen på listan 29 juni 1996 och blev därmed Braxtons första R&B-etta i karriären. Den stannade på listan i totalt 42 veckor. Singeln rankades på förstaplatsen på årslistan Hot R&B Singles och såldes i 1 500 000 exemplar. Den mottog ett platinacertifikat av Recording Industry Association of America (RIAA) den 17 juli 1996.

## Musikvideo och liveframträdanden
Musikvideon till "Let It Flow" regisserades av Herb Ritts som tidigare gjort sig känd för arbeten med Michael Jackson och Tina Turner. Videon har en speltid på fyra minuter och är i färg och med filmfotografi av Harris Savides. Den har ingen handling och fokuserar på Braxton som framför sången i en monokromatisk miljö omgiven av vitmålade manliga modeller. Better Photography rankade den på femteplatsen på listan Top 5 Videos Directed by Herb Ritts (2015). Fram till februari 2022 hade videon fått 14 miljoner visningar på Braxtons Youtube-kanal.
Braxton framförde låten live under en TV-sändning i Ahoy, Rotterdam år 1999. Hon har sedan utgivningen alltid inkluderat låten på sina konsertturnéer. År 2019 inkluderades "Let It Flow" på låtlistan till hennes As Long As I Live Tour. Låten ingick i ett medley tillsammans med en cover på Anita Bakers "You Bring Me Joy" (1986). År 2020, tjugofem år efter utgivningen av Waiting to Exhale, spelade Babyface "Let It Flow" och övriga låtar från albumet under en livesändning på Instagram.

## Format och låtlistor
Enligt Discogs finns det 33 utgivningar av "You're Makin' Me High / Let It Flow", nedan listas utgivningar som ej är identiska
| 1. | "You're Makin' Me High" (Album Version) | 4:27 |
| 2. | "Let It Flow" (Album Version)           | 4:22 |

| 1. | "You're Makin' Me High" (Album Version)  | 4:27 |
| 2. | "You're Makin' Me High" (Classic Mix)    | 9:41 |
| 3. | "You're Makin' Me High" (Dance Hall Mix) | 4:51 |
| 4. | "You're Makin' Me High" (Groove Mix)     | 4:32 |
| 5. | "Let It Flow" (Album Version)            | 4:22 |

| 1. | "You're Makin' Me High" (Classic Mix)    | 9:41 |
| 2. | "You're Makin' Me High" (Classic Dub)    | 6:12 |
| 3. | "You're Makin' Me High" (Dance Hall Mix) | 4:51 |
| 4. | "You're Makin' Me High" (Groove Mix)     | 4:32 |
| 5. | "Let It Flow" (Album Version)            | 4:22 |

## Medverkande
Information hämtad från Discogs

### Musiker
- Låtskrivare – Kenneth "Babyface" Edmonds
- Produktion – Kenneth "Babyface" Edmonds
- Chefsproduktion – L.A. Reid, Kenneth "Babyface" Edmonds, Toni Braxton
- Ljudmixning – Jon Gass
- Inspelning – Brad Gilderman, Glen Marchese, Kyle Bess, Larry Schalit, Paul Boutin, Robbes Stieglitz
- Sång – Toni Braxton
- Bakgrundssång – Toni Braxton

## Topplistor
| Lista (1996)                          | Topplacering |
| ------------------------------------- | ------------ |
| USA Billboard Hot 100                 | 1            |
| USA Hot R&B/Hip-Hop Songs (Billboard) | 1            |
| USA Adult Contemporary (Billboard)    | 9            |

| Lista (1997)          | Topplacering |
| --------------------- | ------------ |
| USA Billboard Hot 100 | 98           |

| Lista (1997)          | Topplacering |
| --------------------- | ------------ |
| USA Billboard Hot 100 | 68           |

| Lista (1997)          | Topplacering |
| --------------------- | ------------ |
| USA Billboard Hot 100 | 243          |

## Utgivningshistorik
| Region | Datum       | Format                                    | Skivbolag      |
| ------ | ----------- | ----------------------------------------- | -------------- |
| USA    | 21 maj 1996 | CD-singel, CD/Maxi-singel, vinyl, kassett | LaFace Records |